# みやま市立瀬高小学校
みやま市立瀬高小学校（みやましりつ せたかしょうがっこう）は、福岡県みやま市瀬高町下庄（しものしょう）に位置する公立の小学校。

## 概要
歴史
2020年（令和2年）に下記のみやま市内の小学校3校が統合の上、旧下庄小学校の校地を継承して開校。2025年（令和7年）に開校5周年を迎える。
- みやま市立本郷小学校
- みやま市立上庄小学校
- みやま市立下庄小学校

校訓
「ふるさと・まごころ・挑戦」
学校教育目標
「ふるさとを愛し、豊かな心と誇りをもち、夢の実現に向けて挑戦し続ける子どもの育成」
校章
中央に「小」の文字を配している。
校歌
作詞は橋本淳、作曲は小松久、編曲は竹野康之による。歌詞は3番まであり、各番に校名の「瀬高小学校」が登場する。
通学区域
「北原、三軒屋、出口一、出口二、出口三、二百丁、上庄東新町、上庄西新町、瀬口土居町、上庄本町、横道、住吉、仲絶、八幡町一、八幡町二、談義所、田代町、下庄新町、下庄上町、下庄中町、栄町、 恵比寿町、元町、矢部川一北、矢川一南、矢部川二、矢部川三、前田、大竹、緑町、文廣、吉岡、 初瀬町、さくら団地、北高柳、金栗、作出、本郷一、本郷二」地区。中学校区はみやま市立瀬高中学校。
その他
下庄ふるさと館を併設している。

## 沿革
旧・本郷小学校（ほんごう）
- 1885年（明治8年）- 本郷村旧郷蔵に「本郷小学校」が創立。
- 1886年（明治19年）4月 - 小学校令施行により、「簡易本郷小学校」が創立。本郷・文広・中山地区の児童を収容。
- 1889年（明治22年）
  - 4月1日 - 町村制施行により、山門郡2村（本郷、文広）が合併の上、本郷村が発足。
  - 5月 - 尋常科を設置の上、「尋常本郷小学校」に改称。本郷・文広地区の児童を収容。
- 1892年（明治25年）4月 - 「本郷尋常小学校」（4年制）に改称。
- 1899年（明治32年）5月 - 校舎を増築。全校舎の大修理を実施。
- 1900年（明治33年）4月 - 大字文広芳司地区の児童を下庄尋常高等小学校に委託。
- 1906年（明治39年）9月 - 実業補習学校を併置。
- 1907年（明治40年）1月1日 - 小川村が瀬高町に編入されたことにより、瀬高町立の尋常小学校となる。
- 1908年（明治41年）4月1日 - 改正小学校令により、尋常科（義務教育年限）が4年制から6年制に改められる。これにより尋常科5年を新設。教室不足のため、職員室および小使室[2]を修繕の上、教室に充当。
- 1909年（明治42年）4月1日 - 尋常科6年を新設。校舎不足のため、仮小屋を建設の上、2学級を編成。
- 1911年（明治44年）- 瀬高高等小学校の移転に伴い、1棟新築。
- 1912年（大正元年）10月 - 校舎1棟を新築。校舎の大修理が完成。
- 1913年（大正2年）4月 - 5・6年生で複式授業を開始。
- 1917年（大正6年）4月 - 5・6年生の複式授業を解消。
- 1920年（大正9年）4月 - 1・2年生で複式授業を開始。
- 1923年（大正12年）4月 - 1・2年生の複式授業を解消。
- 1926年（大正15年）7月 - 併置の実業補習学校が青年訓練所充当となる。
- 1941年（昭和16年）
  - 4月1日 - 国民学校令により、「瀬高町本郷国民学校」に改称。尋常科を初等科に改める。
  - 5月 - 「瀬高町第一国民学校」に改称。
  - この年 - 南校舎3教室を改築。
- 1947年（昭和22年）4月1日 - 学制改革（六・三制の実施）により、国民学校初等科は「瀬高町立本郷小学校」に改組・改称。
- 1949年（昭和24年）12月 - 校地を拡張。
- 1951年（昭和26年）7月 - 北校舎東端に2教室、給食室を増築。
- 1953年（昭和28年）3月 - 校庭にあった若宮宮を北東隅に移転。
- 1954年（昭和29年）11月 - 南校舎堤防工事のため、1教室を解体の上、南側に1校舎増築。
- 1955年（昭和30年）8月 - 南校舎1教室を増築。
- 1965年（昭和40年）5月 - 新校舎の完成により、移転を完了。
- 1968年（昭和43年）- プールが完成。
- 1978年（昭和53年）- 児童通学用横断トンネルが完成。
- 1981年（昭和56年）- 体育館が完成。
- 1982年（昭和57年）- 校旗を制定。
- 1987年（昭和62年）- 創立100周年記念式典を挙行。
- 1993年（平成5年）[3]- 鉄筋コンクリート造新校舎が完成[4]。
- 1996年（平成8年）- 運動場を拡張。
- 2007年（平成19年）
  - 1月29日 - 3町合併により、みやま市が発足したため、「みやま市立本郷小学校」（最終名）に改称。
  - 4月1日 - 複式学級を設置。
- 2008年（平成20年）4月1日 - 特別支援学級を設置。
- 2017年（平成29年）3月31日 - 休校となる。在校生はみやま市立下庄小学校に通学することとなる。
- 2020年（令和2年）3月31日 - 閉校。134年の歴史に幕を下ろす。
  - 最終所在地 - 〒835-0021 福岡県みやま市瀬高町本郷1314番地（北緯33度10分06.2秒 東経130度29分09.5秒 / 北緯33.168389度 東経130.485972度）
  - 校章 - サクラの花弁を背景にして、中央に「本郷」の文字（縦書き）を配している。
  - 校歌 - 作詞は杉本修羅、作曲は武末繁による。歌詞は4番まであり、両番に校名の「本郷」が登場する。
  - 周辺 - 瀬高ポンプ場、JAみなみ筑後瀬高選果場、みやま市まつばら館、矢部川
  - 交通 - みやま市コミュニティバス「本郷町」停留所、福岡県道791号富久瀬高線

旧・上庄小学校（かみのしょう）
- 1873年（明治6年）2月 - 「第六大学区 第十中学区 三潴県筑後国山門郡上庄村第百三番 蒙正小学校」が創立。上庄元の陣屋跡を借り受ける。
- 1876年（明治9年）- 「瀬高小学校」に改称。
- 1884年（明治17年）
  - この年 - 「福岡県山門郡第十一番区 瀬高小学校」に改称。
  - 9月 - 木造2階建ての新校舎が完成。
- 1887年（明治20年）4月 - 尋常科および簡易科を併置の上、「尋常上瀬高小学校」に改称。
- 1889年（明治22年）4月1日 - 町村制施行により、山門郡上庄村と下庄村の一部が合併の上、上瀬高町が発足。
- 1893年（明治26年）4月 - 「上瀬高尋常小学校」に改称。
- 1904年（明治37年）6月 - 「上庄尋常小学校」に改称。
- 1901年（明治34年）1月1日 - 山門郡2町（上瀬高・下瀬高）が合併の上、瀬高町が発足。瀬高町立の尋常小学校となる。
- 1908年（明治41年）
  - 1月 - 実業補習学校を併置。
  - 4月1日 - 改正小学校令により、尋常科（義務教育年限）が4年制から6年制に改められる。これにより尋常科5年を新設。
- 1909年（明治42年）4月1日 - 尋常科6年を新設。
- 1911年（明治44年）11月 - 最終所在地に移転を完了。
- 1917年（大正6年）- 玄関前にヒイラギを植樹。
- 1922年（大正11年）- 矢部川の氾濫・洪水により、床上浸水105cmの被害となる。
- 1925年（大正14年）4月 - 高等科女子部を併置の上、「上庄尋常高等小学校」（尋常科6年・高等科2年）に改称。
- 1928年（昭和3年）- 矢部川の氾濫・洪水により、床上浸水78cmの被害となる。
- 1941年（昭和16年）
  - 4月1日 - 国民学校令により、「瀬高町上庄国民学校」に改称。尋常科を初等科に改める。
  - 5月 - 「瀬高町第二国民学校」に改称。
- 1947年（昭和22年）4月1日 - 学制改革（六・三制の実施）により、国民学校初等科は「瀬高町立上庄小学校」に改組・改称。
- 1949年（昭和24年）- 校歌を制定。
- 1951年（昭和26年）10月 - 校門を改造。会議室を拡張。
- 1954年（昭和29年）12月 - 校舎（第一棟）の改築が完了。運動場を拡張。
- 1958年（昭和33年）
  - 10月 - 上庄校賛歌を制定。作詞は松永伍一、作曲は安永武一郎による。
  - この年 - 西運動場を拡張（上庄幼稚園より借用）。
- 1963年（昭和38年）10月 - 校門前に交通信号機が設置される。
- 1964年（昭和39年）- 校舎・プールが完成。給食室を移転。東運動場を拡張。
- 1970年（昭和45年）- 鉄筋コンクリート造2階建て北校舎が完成。
- 1974年（昭和49年）- 創立100周年記念式典を挙行。校章・新校旗を制定。
- 1978年（昭和53年）- 体育館が完成。
- 1998年（平成10年）- 鉄筋コンクリート造新校舎が完成[4]。
- 1999年（平成11年）- 新プールが完成。運動場を整備。
- 2002年（平成14年）- 学童保育所を開所。
- 2007年（平成19年）1月29日 - 3町合併により、みやま市が発足したため、「みやま市立上庄小学校」（最終名）に改称。
- 2020年（令和2年）3月31日 - 閉校。147年の歴史に幕を閉じる。
  - 最終所在地 - 〒835-0025 福岡県みやま市瀬高町上庄1259番地（北緯33度09分36.1秒 東経130度27分56.9秒 / 北緯33.160028度 東経130.465806度）
  - 校章 - ヒイラギの葉を背景にして、中央に校名の「上庄」の文字（縦書き）を配している。
  - 校歌 - 作詞は与田準一、曲は平井保喜による。歌詞中に校名の「上庄小学校」が登場する。
  - 周辺 - 福岡県立山門高等学校、上庄保育園、上庄ひいらぎこども園、高光稲荷神社、上庄八坂神社、住吉宮、屋須田神社、五社宮、正覚寺、圓鏡寺、瀬高橋、矢部川
  - 交通 - 国道443号「上庄小学校前」交差点、みやま市コミュニティバス「上庄小学校」停留所

旧・下庄小学校（しものしょう）
- 1873年（明治6年）- 北高柳に「高柳小学校」が創立。
- 1875年（明治8年）- 下庄町に「興平小学校」が創立。
- 1876年（明治9年）- 「下庄（下荘）小学校」が創立。
- 1878年（明治11年）3月 - 下庄八幡神社に「下庄小学校」が創立。
- 1886年（明治19年）
  - 2月 - 簡易科を設置の上、「簡易下庄小学校」（3年制）に改称。高等瀬高小学校が併置される。
  - 11月 - 上庄小学校から分離。
- 1889年（明治22年）4月1日 - 町村制施行により、山門郡下庄村の大半が下瀬高町となる。
- 1892年（明治25年）9月 - 「下瀬高尋常小学校」（4年制）に改称。
- 1901年（明治34年）1月1日 - 山門郡2町（上瀬高・下瀬高）が合併の上、瀬高町が発足。瀬高町立の尋常小学校となる。
- 1902年（明治35年）4月 - 補習科を設置。
- 1904年（明治37年）5月 - 「下庄尋常小学校」（4年制）に改称。
- 1907年（明治40年）9月 - 実業補習学校を併置。
- 1912年（明治45年）8月 - 最終所在地に移転を完了。
- 1917年（大正6年）9月 - 高等科を併置の上、「下庄尋常高等小学校」（尋常科4年・高等科2年）に改称。
- 1925年（大正14年）5月 - 高等科女子部を上庄尋常小学校に委託。
- 1928年（昭和3年）
  - 3月 - 講堂が完成。
  - 5月 - 併置の実業補習学校が「瀬高公民学校」に改組・改称。
- 1930年（昭和5年）- 講堂が完成。
- 1931年（昭和6年）- 併置の瀬高公民学校が「瀬高北部公民学校」に改称。
- 1941年（昭和16年）
  - 4月1日 - 国民学校令により、「瀬高町下庄国民学校」に改称。尋常科を初等科に改める。
  - 5月 - 「瀬高町第三国民学校」に改称。
- 1946年（昭和21年）- 父母教師会が発足。大水害で校舎が浸水。
- 1947年（昭和22年）4月1日 - 学制改革（六・三制の実施）により、国民学校初等科は「瀬高町立下庄小学校」（最終名）に改組・改称。
- 1952年（昭和27年）- 給食を開始。
- 1955年（昭和30年）- 校歌を制定。
- 1958年（昭和33年）- 児童図書館が完成。
- 1963年（昭和38年）= 木造校舎第一棟を解体の上、鉄筋コンクリート造2階建て校舎を建設。
- 1964年（昭和39年）- 改築記念庭園（ペリカン池）が完成。
- 1971年（昭和46年）- 鉄筋コンクリート造3階建て第二棟校舎が完成。
- 1978年（昭和53年）- プールが完成。
- 1980年（昭和55年）- 体育館が完成。創立100周年記念式典を挙行。
- 2004年（平成16年）- 鉄筋コンクリート造新校舎が完成[4]。
- 2007年（平成19年）1月29日 - 3町合併により、みやま市が発足したため、「みやま市立下庄小学校」に改称。
- 2017年（平成29年）4月1日 - みやま市立本郷小学校が休校となったため、児童を収容。
- 2020年（令和2年）3月31日 - 閉校。校舎と校地は新設の瀬高小学校に継承される。
  - 校章 - サクラの花弁を背景にして、中央に校名の「下庄」の文字（縦書き）を配している。
  - 校歌 - 作詞は与田準一、曲は細谷一郎による。歌詞は3番まであり、各番の歌詞中に校名の「下庄小学校」が登場する。

統合・瀬高小学校
- 2020年（令和2年）4月1日 - 上記3校（本郷・上庄・下庄）を統合の上、「みやま市立瀬高小学校」（現校名）が開校。
  - 下庄小学校の校舎・校地を継承。

## 交通アクセス
最寄りの鉄道駅
- JR九州 鹿児島本線 「瀬高駅」

最寄りのバス停留所
- みやま市コミュニティバス 「文広」停留所

最寄りの幹線道路
- 国道443号 「八幡町入口」交差点

## 周辺
- 認定こども園瀬高大谷幼稚園
- みやま市立瀬高中学校
- 瀬高郵便局
- 光源寺
- 本浄寺
- 引接寺
- 下庄八幡神社
- 末社 多賀神社
- 宮地嶽神社（境内社）
- 矢部川

## 参考資料
- 「瀬高町誌」（1974年（昭和49年）6月10日発行, 瀬高町）
  - p.255～p.257（下庄小学校）、p.258～p.260（上庄小学校）、p.266～p.268（本郷小学校）
- 「みやま市立小中学校再編計画」 (PDF)  - みやま市ウェブサイト
- 「みやま市史 通史編 下巻」（2020年（令和2年）3月発行, みやま市）- p.666～p.667（本郷小学校）